# Paul Flory
Paul John Flory (ur. 19 czerwca 1910 w Sterling, Illinois, zm. 9 września 1985 w Big Sur, Kalifornia) – amerykański chemik. 
Pracował m.in. na Uniwersytecie Stanforda jako profesor. W 1953 był członkiem Narodowej Akademii Nauk w Waszyngtonie. 
Jego prace były poświęcone fizyce, chemii naturalnych i syntetycznych polimerów. Stworzył m.in. statystyczną teorię polimeryzacji. W roku 1974 otrzymał Nagrodę Nobla z chemii.